# Ús de la informació
L'ús de la informació és el resultat d'un procés mental mitjançant el qual el subjecte assimila el coneixement obtingut i, si el considera adequat, actua en conseqüència.

## Concepte
L’ús de la informació respon a la pregunta per què volem la informació. Després d’un procés intern d’avaluació, el receptor d’un missatge el personalitza: l’interioritza, el classifica i el dota de sentit per tal d’aplicar-lo a una situació concreta: resolució de problemes, detecció de riscos, presa de decisions…
Seran les característiques individuals de cada persona i el conjunt de factors contextuals (socials, culturals, organitzatius, cognitius...), els que comportaran una reacció en l’individu que el duran a disposar del coneixement o nou valor adquirit d’una forma o altra.
La informació ajudarà l’individu d’acord amb les qualitats que reuneixi. La importància que l’individu doni a la informació obtinguda, segons el seu grau d’estructuració, rellevància, pertinència, fiabilitat, etc., farà millorar, incrementar o desenvolupar el seu coneixement, el qual derivarà en una modificació del seu comportament:
- Grau d’estructuració: segons si la informació obtinguda és clara, precisa, sense interpretació. Versa sobre el significat dels termes.
- Grau de rellevància i pertinència: es mesura en funció de les expectatives i necessitat de la informació. Inclou un factor de subjectivitat, ja que, més enllà que sigui certa o no, respon a una pregunta concreta, en un moment concret i en una situació concreta.
- Grau de fiabilitat: dona valor a l’origen de la informació. Es mesura la confiança en les fonts d’on prové.[1]

La generació i/o l'obtenció d'informació persegueix els següents objectius:
- Augmentar/millorar el coneixement de l'usuari, o dit d'una altra manera, reduir la incertesa existent sobre un conjunt d'alternatives lògicament possibles.
- Proporcionar a qui pren decisions la matèria primera fonamental per al desenvolupament de solucions i l'elecció.
- Proporcionar una sèrie de regles d'avaluació i regles de decisió per a finalitats de control.

En relació amb el fet de proporcionar una sèrie de regles d'avaluació i decisió, la informació com a via per arribar al coneixement, ha de ser elaborada per a fer-la utilitzable o disponible (aquest procés empíric s’anomena documentació i té mètodes i eines propis), però és impossible que la informació per ella mateixa doti a l'individu de més coneixement; és ell qui valora el significat de la informació, l'organització i la converteix en coneixement. La dada, per així anomenar-la, és en si un "prefix" de la informació, és a dir, és un element previ necessari per poder obtenir la informació.

### Enfocaments
El valor conceptual del terme ‘ús de la informació’ varia en funció de l'enfocament de cada investigador. Vakkari (1996), estableix les següents concepcions:
- La que es fonamenta en la teoria del sensemaking, segons la qual la informació és una eina creada per l'home i orientada a donar sentit a una realitat caòtica. L’ús de la informació dona sentit a una realitat desconeguda. Aquest concepte ha estat anomenat per altres investigadors ‘construcció de sentit’[2]
- La que es fonamenta en el procediment cognitiu. Els autors que defensen aquest model psicològic fonamenten les seves teories en afirmacions sobre la conducta humana, i és que la nostra conducta no és determinable en cap cas a causa del fet que cadascú té influències externes que determinen les seves decisions i, per tant, la seva manera d’actuar. Segons aquest enfocament, l’ús de la informació no ajuda a solucionar un problema, sinó que centra els seus estudis en com la informació canvia l'estructura del coneixement de l’individu.
- El que se centra en el procés de cerca dels grups, en les fonts que utilitzen i en l'eficiència de la seva gestió.

Altres investigadors, com Taylor (1991), centren els seus estudis no tant en l’ús de la informació a escala individual, aïlladament, sinó que els enfoquen des d’un punt de vista global (model information use environments), basat en l'entorn geogràfic, organitzacional, i social, intel·lectual o cultural de l’individu.
Investigadors com Foster (2006) els fonamenten no en la perspectiva individual de l’ús de la informació, sinó en l’ús col·laboratiu de la informació (collaborative information seeking) i, investigadors com Talja (2002) en l’ús compartit de la informació (information-sharing behaviour).

## Ús de la informació i comportament informacional

### Visió general
El comportament informacional té com un dels seus objectes d’estudi principal el procés de cerca d’informació (PCI) en el qual es distingeixen tres etapes:
- Necessitat d’informació
- Cerca d’informació
- Ús de la informació.

Tot i que ens centrarem en aquesta darrera fase del comportament informacional, l’ús de la informació, les hem de considerar les tres de manera global. Lògicament no podem fer servir una informació si abans no ens hem adonat d’una mancança informativa, hem pres la decisió de buscar, si considerem adequada o no la informació obtinguda i, sobretot, si el context no afavoreix la presa de decisions adients. 
Continuant amb la perspectiva global, l’ús de la informació pot ser el resultat d’una demanda a un sistema formal però també de la consulta a una font d’informació i, fins i tot, d’una conversa informal on, de manera casual, es pot satisfer una necessitat que no havíem informativa que no havíem previst.
Aquesta perspectiva global en la consideració de l’ús de la informació, Todd (1999) la fa coincidir en l’orientació cap a l’usuari que experimenta la Documentació. En aquest sentit, l’ús de la informació ha passat de considerar-se dins un context organitzacional a un context social. Des d’aquest punt de vista, l’ús de la informació es concep com els canvis que es produeixen en l’individu que rep la informació tant en l'àmbit conductual com cognitiu. A més, cal afegir l’impacte i la utilitat de la informació. L’impacte són les modificacions a conseqüència de l’ús de la informació i la utilitat fa referència a la rellevància que aquesta informació té per a nosaltres.       

### Estudis
En aquest sentit, l’ús de la informació és una de les qüestions més desconegudes, ja que es pot conèixer el que un usuari sol·licita i obté, però és més complicat saber quin ús en farà posteriorment (Sanz Casado, 1997). És necessari conèixer aquests tipus de dades per tenir la possibilitat de valorar les capacitats que tenen els centres a l’hora d’oferir informació de qualitat per satisfer els requeriments dels usuaris.
D’entre els aspectes que estudien el comportament informacional, l’ús de la informació és el que més es va estudiar fins a la dècada de 1980. En aquell temps, els estudis se centraven, sobretot, en la generació de perfils d’usuaris o grups d’individus. Més endavant, s’ha canviat l’orientació dels estudis i s’han enfocat més en l'entorn en el qual té lloc el procés de cerca.
Aquest nou paradigma orientat a l’usuari fa que es comenci a estudiar l’ús de la informació des del punt de vista sociodemogràfic i tenint en compte les dimensions de l'entorn.
El model information use environments de R. S. Taylor estudia d’una forma global l’usuari en el seu context. Estableix, almenys, tres entorns d’ús:
- Entorn geogràfic
- Entorn organitzacional
- Entorn social, intel·lectual o cultural

Taylor es va centrar especialment en l’organitzacional i va especificar quatre categories que el defineixen:
1. Grups d’usuaris
2. Problemes
3. Entorn estructural
4. Situacions problemàtiques

Davant d’aquestes situacions problemàtiques el model information use environments  instaura al seu torn vuit categories (no excloents) que descriuen com s’usa la informació:
1. Aclariment: la informació s’usa per a desenvolupar un context o per a donar sentit a una situació.
2. Comprensió del problema: la informació s’utilitza per a desenvolupar una comprensió millor d’un problema particular.
3. Instrumental: la informació s’usa de manera que l’individu sàpiga què i com fer alguna cosa.
4. Factual: s’utilitza la informació per determinar els fets d’un fenomen o succés.
5. Confirmatori: la informació verifica una altra informació.
6. Projectiva: s’utilitza la informació per a predir el que és probable que succeeixi en el futur.
7. Motivacional: la informació s’usa per a iniciar o mantenir un compromís personal.
8. Personal o política: fa referència a la utilització de la informació per tal de desenvolupar relacions i millorar l'estatus i la reputació.

L'estudi de l’ús de la informació fa referència doncs a les conseqüències i els beneficis que un determinat  sistema d’informació té per a la comunitat d’usuaris a la qual presta servei. En conseqüència, l’ús de la informació és l’indicador principal de la utilitat de la inversió en temps i recursos feta en un sistema d’informació.

## Ús de la informació i Grups d'usuaris

### Visió general
Els estudis sobre grups d’usuaris apareixen com a contrapunt de l'estudi del comportament informacional des del punt de vista del sistema d’informació. Així aquest enfocament “considera la informació des del punt de vista subjectiu, l’usuari com un ens actiu i sistemàtic i el comportament informacional en un context situacional i global, observat des d’un punt de vista cognitiu”.
En definitiva, el sistema d’informació s’ha d’adaptar a l’usuari i no al revés. L’anàlisi de les necessitats i els usos de la informació dels grups d’usuaris ha de servir per poder dissenyar sistemes d’informació adients a les consultes i necessitats de cada grup.
Alhora pren importància l'entorn que envolta i influeix l’usuari en el moment del procés de cerca d’informació i en l’ús que en fa.
Així  els estudis de grups d’usuaris tenen dos interessos:
- Integrar les diferències individuals en el sistema d’informació dissenyant interfícies més adequades, més adaptades a les característiques dels usuaris.

- Determinar les cognicions comunes dels usuaris, o si més no dins del grup d’usuaris, per facilitar la predicció del procés de comportament d’informació i aconseguir un coneixement teòric del procés cognitiu amb relació a la cerca i ús de la informació.

### Categories
El comportament informacional relacionat amb els usos específics de la informació, existeix perquè hi ha usuaris les necessitats dels quals han de ser satisfetes. Els estudis d'usos de la informació dels usuaris són la baula més important dins de qualsevol sistema d'informació, ja sigui que es parli de planificació i/o avaluació d'aquesta. En aquest sentit és necessari un examen empíric sobre la definició i les característiques d'usuaris potencials.
Dins de cada categoria d'usuari hi ha diferents tipus d'usos d'informació, depenent de les seves funcions, responsabilitats i tasques, és a dir els usuaris poden ser agrupats per matèries-disciplines o tipus d'activitats, s’identifiquen quatre grups d'usuaris que són: 
- Professionals
- Empresaris o gestors d'informació en organitzacions
- Grups d'interès especial
- Grups socioeconòmics especials

Per tant, els grups d'usuaris poden incloure enginyers, parlamentaris, empresaris, investigadors, professors, estudiants i públic en general, representats per les diferents minories existents en l'actual societat, els quals al seu torn estan definits i classificats en dos tipus de variables referents a les seves característiques.
El primer tipus, són les demogràfiques, com pot ser el sexe o l'edat dels usuaris, les quals influeixen en el comportament individual davant la informació. I d'altra banda les variables referents a les característiques no demogràfiques que es refereixen a l'ús de la comunicació interpersonal a través dels canals de recerca de la informació com poden ser les xarxes socials, les actituds tecnològiques relacionades al maquinari i programari.
En general la diferència entre els grups o categories d'usuaris tendeix a estar relacionada amb el treball que aquests realitzen, així com amb la seva estructura cognoscitiva, ja sigui per descobriment científic, innovació tecnològica i l'adopció o difusió de la innovació.
En aquest sentit, els estudis en el camp de l'ús de la informació, engloben una sèrie de processos en què intervenen el comportament en la recuperació de la informació, les necessitats o demandes efectuades, les deficiències trobades durant el subministrament, tot això sempre en relació als requeriments d'informació segons la varietat d'usos. Quan els usuaris tenen èxit en l'accés o recuperació d'informació, els materials o fonts sol·licitades s'obtenen i usen.

## Ús compartit de la informació

### Introducció
El concepte d'usos compartits de la informació és un concepte que va molt lligat al que s’anomena treball col·laboratiu. Existeixen diverses definicions, com per exemple la que ens presenta la Viquipèdia:
"El treball col·laboratiu és una expressió que designa la suma d'esforços d'un grup per assolir una meta comuna. Avui se'l diferencia del simple treball en equip o cooperatiu per l'autonomia de què gaudeix cadascun dels membres implicats en la tasca, per no basar-se en l'organització jeràrquica tradicional, per utilitzar abundantment les tecnologies de la informació i la comunicació (TIC) i perquè sovint, però no sempre, es realitza sense compensació financera".
De fet, la mateixa Wikipedia (“Viquipèdia” en la seva versió en
català) representa el cas paradigmàtic de l’ús compartit de la informació i mereix
una atenció especial a banda de les eines de treball col·laboratiu. A diferència
d’aquestes, la Viquipèdia no està conformada per un equip determinat de
persones. Es tracta d’una "enciclopèdia lliure", de contingut obert, creada a partir de les
aportacions dels usuaris que, de manera voluntària, es dediquen a crear, redactar
i editar els articles que la conformen. La Viquipèdia pot ser editada per qualsevol persona i
en qualsevol moment; és, doncs, el resultat d’un treball col·lectiu en
permanent evolució.
D'altra banda, Internet ha permès la creació de tota mena de comunitats d’usuaris i ha posat a la seva disposició un conjunt d’eines que permeten intercanviar informació.
Més concretament, hem de parlar de l’anomenat Web 2.0, en què l’usuari ha esdevingut un element clau en la producció d’informació i que ha propiciat el desenvolupament d’una forma de treballar col·laborativa.
Treballar col·laborativament va més enllà del fet de distribuir informació entre un grup d’individus: implica un paper actiu i participatiu on és tan important cercar i compartir la informació com fer un ús compartit d’aquesta informació amb la finalitat de generar nous continguts.
Com explica David Cabanillas, “les tecnologies col·laboratives assisteixen a la creació de documentació, classificació d’informació, explotació d’idees, ajut en la presa de decisions conjunta i qualsevol altra funcionalitat que ajudi el grup en la seva compartició, la col·laboració i la comunicació”.
Així doncs, juntament amb la capacitat de treballar en grup, hi ha la necessitat de conèixer i saber utilitzar un conjunt d’eines interactives que faciliten l’ús col·laboratiu de la informació.

### Eines
| Tipologia                                             | Categoria                            | Eina                                | Funcionalitat | Avantatges | Desavantatges |
| ----------------------------------------------------- | ------------------------------------ | ----------------------------------- | --- | --- | --- |
| Emmagatzemar, classificar i compartir enllaços        | Marcadors socials                    | Delicious                           | Gestionar marcadors.Organitzar informació. | S’accedeix a la llista de favorits des de qualsevol computadora connectada a Internet. És una manera molt ràpida de seguir els temes d’interès. Mitjançant les etiquetes es poden categoritzar els continguts guardats. La subscripció és gratuïta.                                                                                          | Es pot donar disparitat en etiquetar els enllaços. |
| Permetre treballar en qualsevol lloc i moment         | VPN, VoIP, videoconferència          | Skype                               | Trucades: trucar gratis a altres usuaris de Skype o a fixos i mòbils nacionals i internacionals a tarifes econòmiques. Vídeo: videotrucada. Missatgeria: instantània, missatges de veu i enviament de missatges SMS. Compartir: fotografies, vídeos i arxius de qualsevol grandària | Trucades telefòniques gratuïtes a altres usuaris de Skype a qualsevol part del món. Funciona amb tots els tallafocs, NAT i encaminadors (router). No s’ha de reconfigurar res. Les trucades amb Skype tenen una alta qualitat de so i són altament segures. Skype funciona en la majoria dels equips: Windows, Mac OS X, Linux i Pocket Out. | Tenir contactes no desitjats. Per a trucar a telèfons fixos s’ha de pagar. La bústia de veu tampoc és gratuïta. Algunes vegades té mala resolució del so i de vídeo.              |
| Treballar sobre un contingut de manera col·laborativa | Compartició de presentacions         | Slideshare                          | Xarxa de continguts en format de documents. | Senzill a l’hora de carregar presentacions en línia. Fàcil de compartir ja que es publica al portal i es cataloga. Fàcil de consumir perquè els fitxers són compatibles amb gairebé qualsevol dispositiu. | La informació només es comparteix en una sola adreça. No disposa d’una plataforma social, sinó solament de visualització. No hi ha perfils i capacitats definides dins de l'eina. |
| Emmagatzematge al núvol                               | Compartició i edició remota d’arxius | Drive, Dropbox, Skydrive, Box, Mega | Permet a empreses i particulars tenir grans volums de dades emmagatzemades al núvol d’Internet. | Accés ampli mitjançant la xarxa, els documents no ocupen espai als discos durs dels ordinadors. Es poden editar els documents alhora per varis usuaris des de l’arxiu mateix. | S’ha de tenir compte d’usuari. Els servidors públics gratuïts ofereixen poca capacitat d’emmagatzematge, si se’n vol més s’ha de pagar.                                           |